# 에코아이
에코아이(영어: ECOEYE) 주식회사는 탄소배출권 사업을 하는 한국의 기업이다.
대표이사는 이수복이며 본사가 서울특별시 영등포구 여의나루로 61, 11층에 위치해 있다.

## 역사
에코아이는 2005년은 장백정보통신라는 이름으로 정보통신공사업을 목적으로 설립됐지만 2013년 환경컨설팅 업체인 에코아이를 흡수합병하면서 상호를 에코아이로 변경하였다.
주관사를 KB증권으로 2023년 11월 21일 코스닥시장에 상장하였다.
2025년 무상증자를 실시하였다.

## 사업
온실가스 감축사업과 이를 통해 확보한 탄소배출권을 기업에 판매하는 사업을 하고 있다..
- 배출권사업
- 탄소금융
- 컨설팅

## 참고문헌
1. ↑  이수복 에코아이 대표 "기업 배출권 확보, 지금이 골든타임…대비하지 않으면 2026년 부담 커질 것", 에너지경제신문, 2023-08-20
2. ↑  '탄소배출권' 사업 에코아이, 코스닥 상장 도전, 오찬미, 2023-03-23
3. ↑  하지은, 에코아이, 탄소배출권 1호 상장사 13일 청약 마감, 한국경제, 2023-11-12
4. ↑  에코아이, 무상증자 권리락 공시…상한가 직행  2025-05-08
5. ↑  이용성, 공모주들이 몰려온다…11월 기대되는 새내기주는, 이데일리, 2023-11-06

## 같이 보기
- 지앤비에스에코
- 에코프로에이치엔